# Église Saint-Pierre de Laner
Pour les articles homonymes, voir église Saint-Pierre.
L'église Saint-Pierre de Laner est une église romane située aux Cluses, dans le département français des Pyrénées-Orientales.

## Situation
L'église Saint-Pierre de Laner  est située au nord du territoire de la commune, en amont de la vallée du Còrrec d'en Mallol, près du Mas d'en Calcina. Elle est surplombée au nord-ouest par le Puig des Saleres (312 m). Pour y accéder, il faut quitter la route départementale D 900 et prendre la route communale C5, ancien chemin stratégique du pic saint-Christophe signalé par une borne, en direction de l'est vers le Mas Vell, après être passé sous le viaduc de l'autoroute, puis vers le nord-est en direction du Mas d'en Calcina, sur une distance totale de 1,4 km. L'église n'est pas très loin de la route, sur la gauche juste après le Mas d'en Calcina. Néanmoins, l'église est située sur un domaine privé et son accès n'est donc pas permis au public.

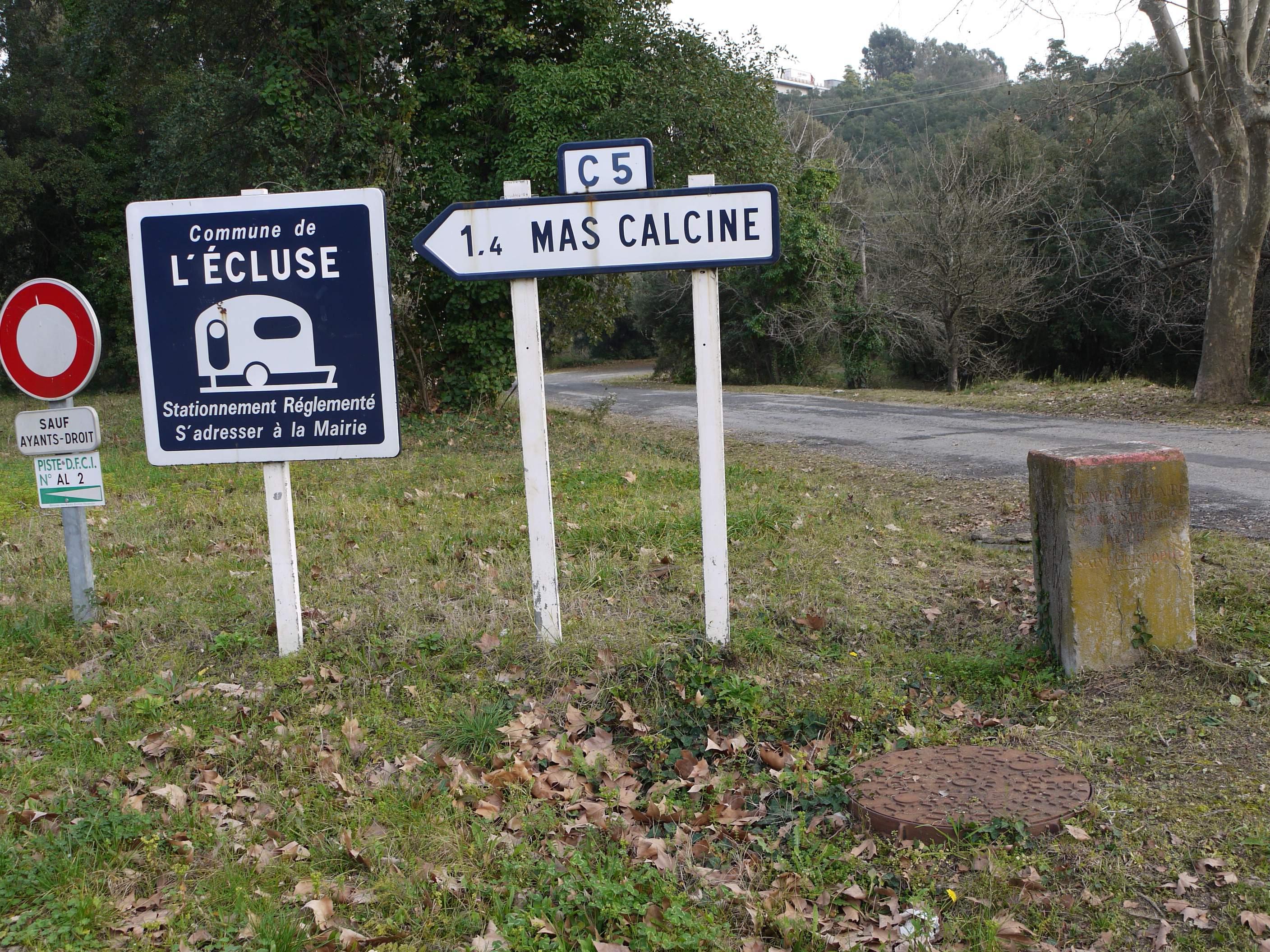
Les panneaux au départ du chemin
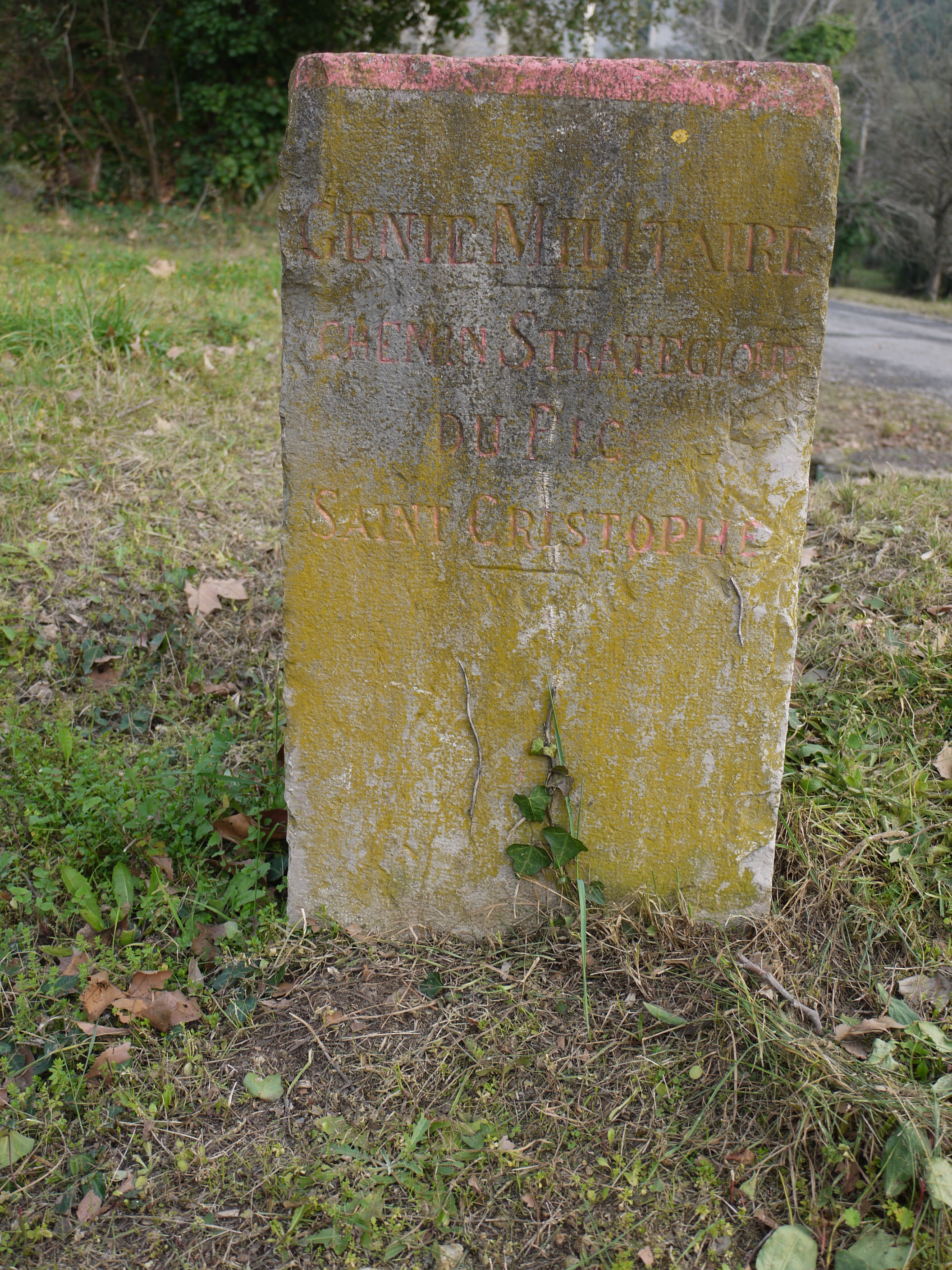
La borne
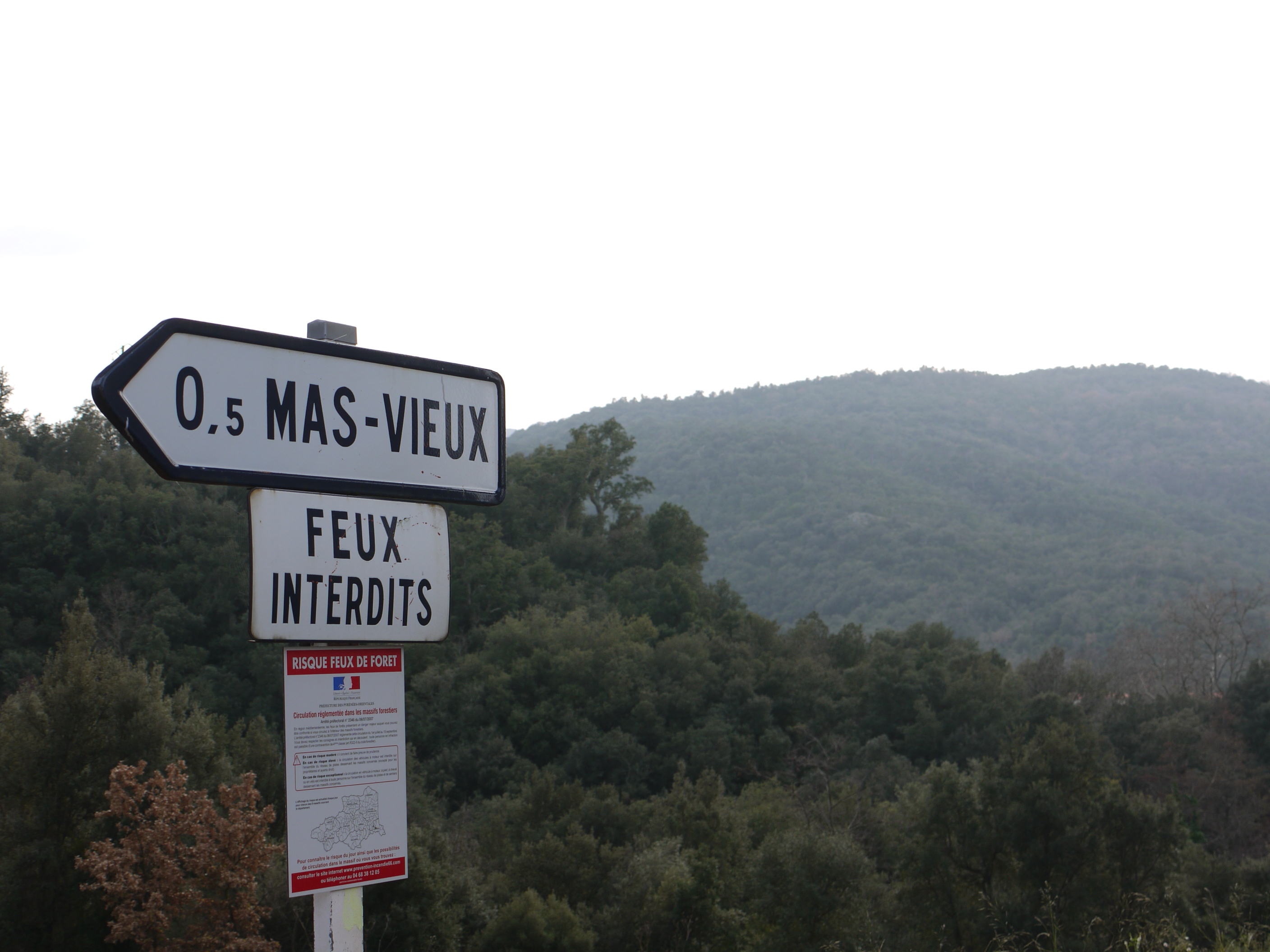
Le panneau indiquant le Mas Vieux (Mas Vell)

## Toponymie
Formes attestées
La première mention du lieu concerne une donation faite en 1095 par Ademar Guillem de plusieurs alleus au bénéfice du monastère de Santa Maria de Vilabertran (près de Figueres), dont l'un est situé à Laner et dont il réserve le revenu pour sa mère, Engilsinda. Un autre testament, rédigé par Ponç Dalmau en 1100 avant de partir en pèlerinage à Saint-Jacques de Compostelle, ôdéclare un don pour le monastère de Sant Pere de Rodes d'un mas de Laner, et tenu par Guillem Bernat de Vivès.
La première mention de l'église date du 8 juin 1177 et cite Sant Pere de Laner. Il s'agit du testament d'un certain Guillem de la Palma dans lequel il fait don de diverses possessions au monastère Sainte-Marie de Panissars, parmi lesquelles se trouve une ferme située près de l'église. Elle est suivie peu après en 1200 de la mention de deux mas situés dans la parrochia de Laner (paroisse de Laner), occupés par Bernat et Pere Amblard, et figurant parmi une liste de fiefs tenus par le vicomte de Rocabertí Jofre II pour le compte de l'évêque d'Elne Artal IV. On rencontre ensuite au XIVe siècle Lanerio, Lanerium, sanc⁸ti Petri de Lanerejo et Sent Pere de Lener, puis au XVe siècle Sti Petri de Lanerio,.
Étymologie
Le nom de Laner peut trouver son origine dans le nom de personne Lanarius, ou dans le terme latin lanarium, relatif au domaine de la laine (en cas de possibles élevages de moutons). Mais il est plus probable que la véritable origine du nom se trouve dans un dérivé collectif en -ariu du terme roman lana, lui-même issu du pré-latin landa, et désignant une lande. Ce même lana a donné en catalan les termes llaner et llanera et indiquant une terre inculte, ainsi que divers lieux en Catalogne (par exemple le lieu-dit Llaneres en Alt Empordà). De fait, on trouve pour ce lieu dans certains ouvrages modernes le nom de Sant Pere de Llaner, mais il semble préférable de conserver la forme traditionnelle Sant Pere de Laner, la forme Llaner n'ayant jamais été utilisée pour désigner cette église.

## Histoire
L'église Saint-Pierre de Laner a été par le passé le siège d'une paroisse distincte de celle de La Cluse Haute. Déjà citée en 1200, elle a sans doute été construite dans le courant du XIIe siècle, bien que certains éléments de style préroman puissent laisser penser qu'il existait déjà en ce lieu une église au XIe siècle, profondément remaniée ensuite au XIIe siècle. Devenue une simple chapelle depuis (sans doute après le XVe siècle) et rattachée à la paroisse de l'église Sainte-Marie de La Cluse-Haute, elle n'est plus que rarement utilisée.
En 1900, la famille Calcina fait ériger son mausolée à proximité de l'église.
Recteurs
Différents documents indiquent des noms des recteurs de l'église Saint-Pierre de Laner :
- Bernat Prunet en 1311 ;
- Francesc Martí en 1345 ;
- Joan Guigó en 1406, également responsable de l'église Saint-Martin de l'Albère.

## Architecture
De taille modeste, l'église est constituée d'une simple nef et d'une petite abside semi-circulaire. La couverture de la nef est une voûte en berceau brisé. Plus imposante, la façade occidentale, de type clocher-mur, est d'époque baroque. Quelques contreforts ont également été rajoutés ultérieurement à la construction d'origine. Enfin, les appareils ne sont pas visibles, les façades étant entièrement recouvertes d'enduits. 
Trois petites fenêtres éclairent un peu l'intérieur du bâtiment : celle au-dessus de la porte est d'époque baroque, tandis que celle de la façade sud et celle de l'abside à l'est sont de style préroman, avec un cadre en marbre blanc de Céret et constituent les éléments les plus anciens de l'église.
Le mausolée, situé au sud-ouest et construit en 1900, est de style néo-classique.
Le seul mobilier notable présent dans l'église est un petit retable baroque.

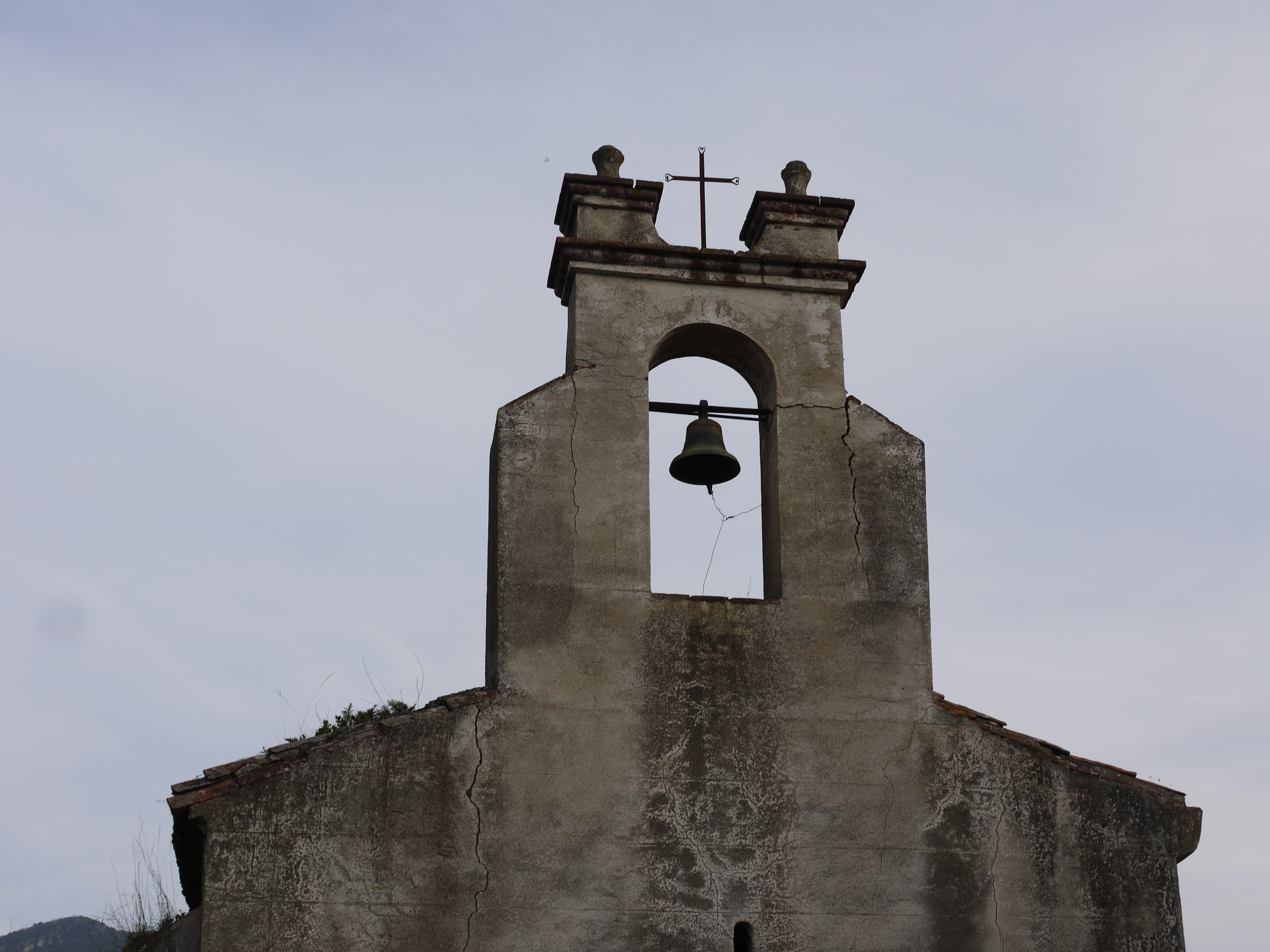
Le clocher
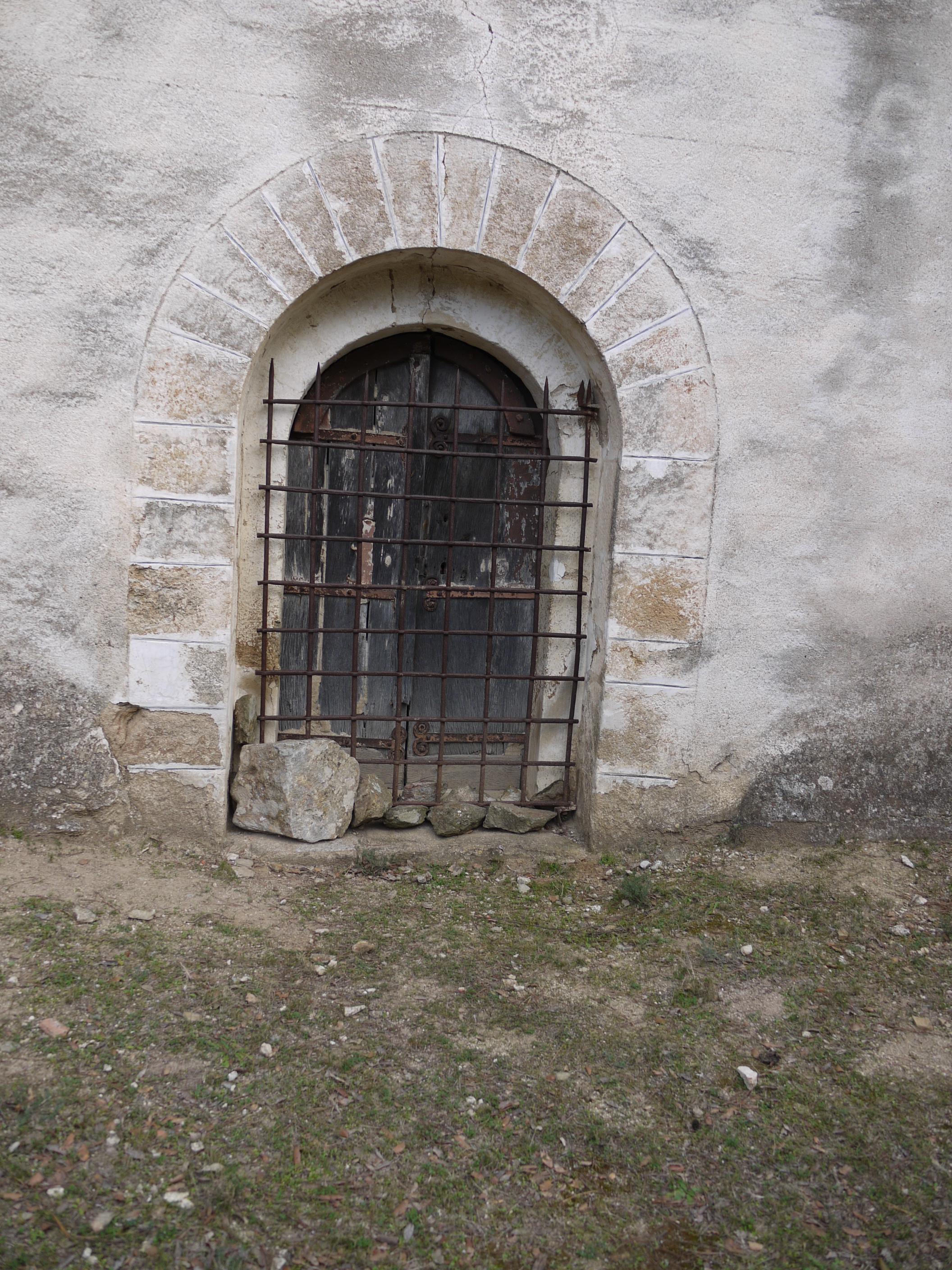
Le portail
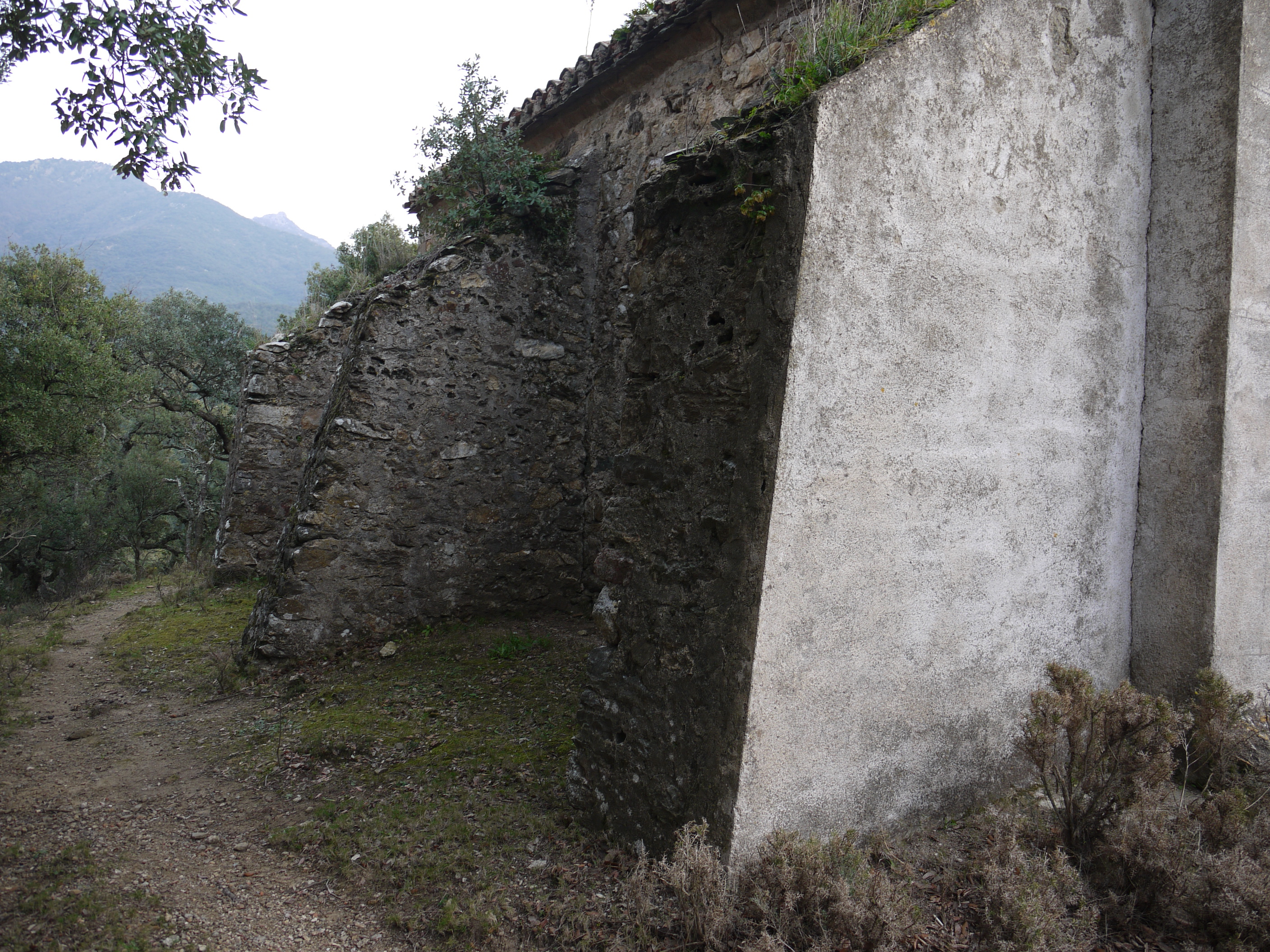
Les contreforts au nord
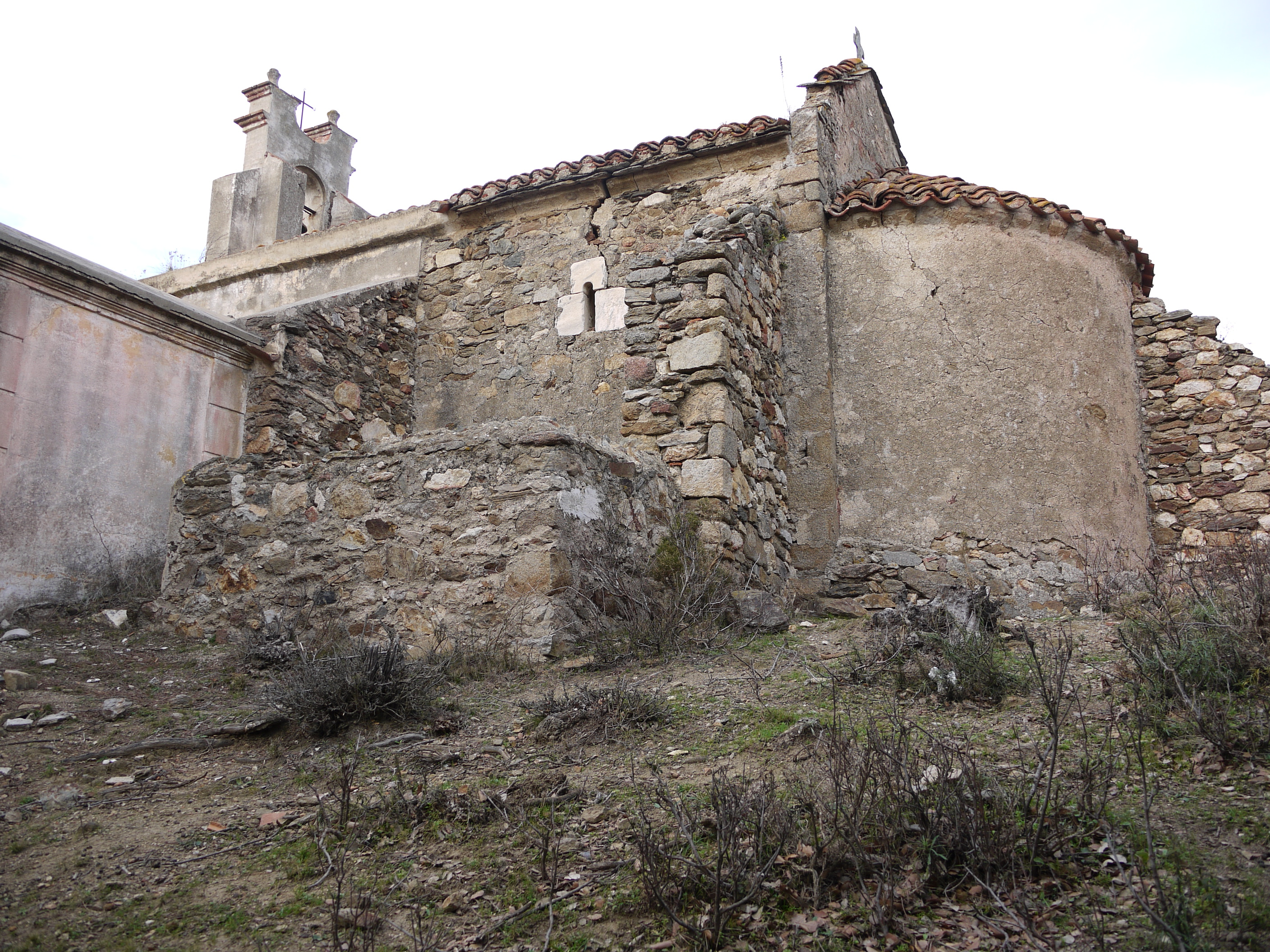
La façade sud et l'abside
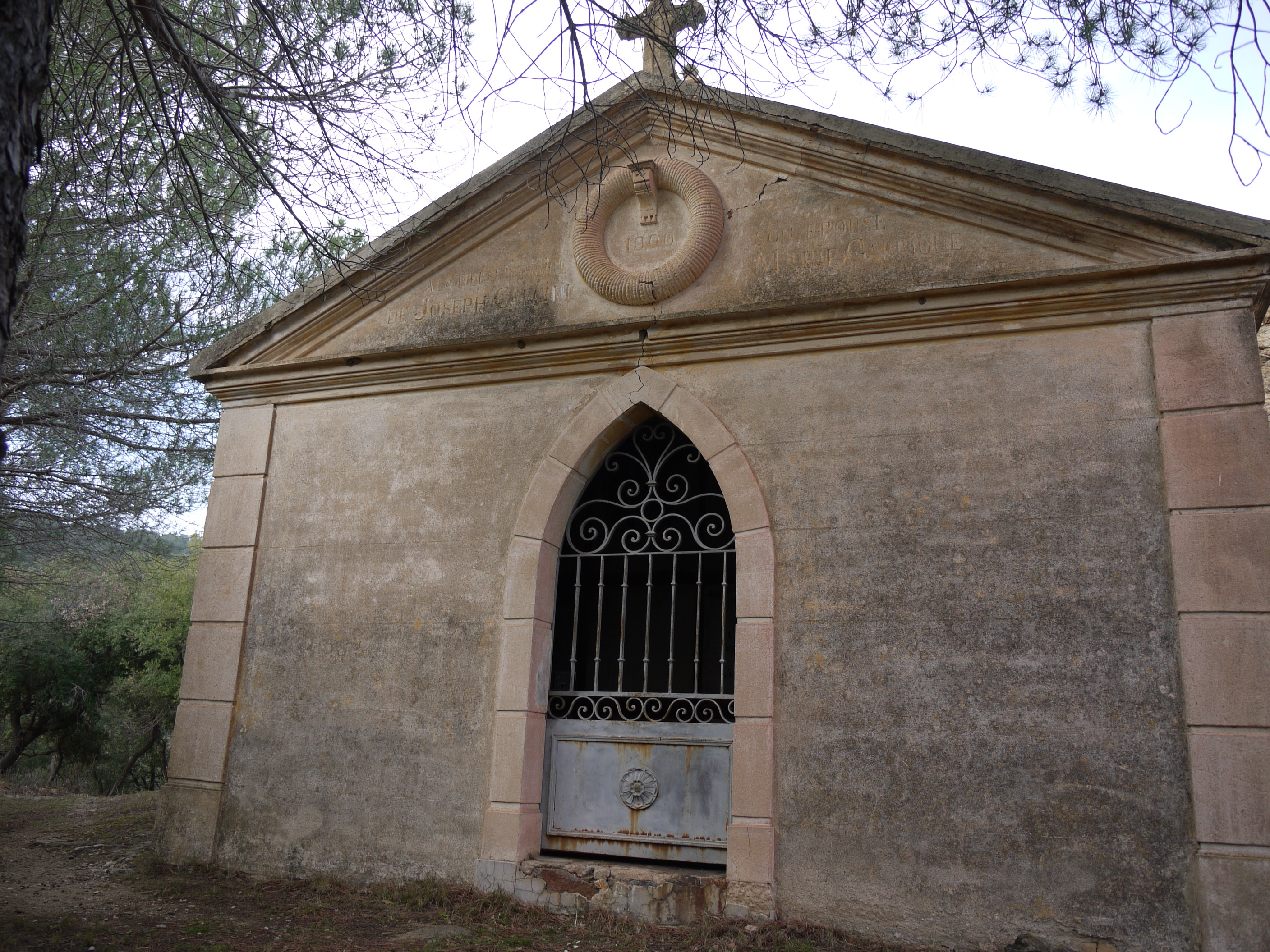
Le mausolée